# Francisco Montealegre Fernández
Francisco Montealegre Fernández fue un político y empresario costarricense. 

## Datos personales
Nació en San José, Costa Rica, en 1818. Fue hijo de Mariano Montealegre Bustamante y Gerónima Fernández Chacón. Contrajo matrimonio con Victoriana Gallegos Sáenz, hija del Jefe de Estado José Rafael de Gallegos y Alvarado.

## Estudios
Cursó estudios de comercio en la Gran Bretaña. 

## Actividad empresarial
De regreso en Costa Rica participó activamente en la vida empresarial. Fue dueño de valiosas haciendas cafetaleras y socio y administrador del poderoso Banco Anglo-Costarricense, y participó en otras actividades, tales como la importación y venta de mercaderías británicas y la explotación de minas de oro. 

## Cargos públicos
Durante la primera fase de la guerra contra los filibusteros de William Walker fue edecán del Presidente Juan Rafael Mora Porras, junto con su hermano Mariano Montealegre Fernández. De 1858 a 1859 fue también Diputado por San José y figuró entre los adversarios de la aprobación del tratado Cañas-Jerez, que dejó a Costa Rica sin acceso al lago de Nicaragua y con un limitado derecho de navegación en el curso inferior del río San Juan.
Aunque se encontraba ausente del país en 1859, cuando se produjo el golpe militar que derrocó a Mora y llevó al poder a su hermano José María Montealegre Fernández, durante el gobierno constitucional de éste (1860-1863) tuvo una importante participación política, ya que fue Secretario de Hacienda y Comercio y Designado a la Presidencia. 

## Precandidato presidencial
En 1868 el partido Convención Constitucional anunció su candidatura a la presidencia de la República para las elecciones de 1869, pero declinó tal posibilidad. Fue miembro de las Asambleas Constituyentes de 1869 y 1870.

## Exilio voluntario y fallecimiento
En 1872 trasladó su residencia a San Francisco, California, donde murió en 1875.
- Datos: Q5483717